# HospInvest Zrt.
A HospInvest Zrt., teljes nevén HospInvest Egészségügyi Befektetési Zrt. egy magántulajdonú egészségügyi szolgáltató vállalkozás. A cég tevékenységének csúcspontján Magyarország 15 településén volt jelen. Tulajdonosai magyar magánszemélyek.

## Története
A társaságot 2000-ben alapította a vegyészmérnök Kern József és a villamosmérnök Kollányi Gábor. Később csatlakozott a céghez a művese-szolgáltatásokban tapasztalatot szerzett Gaszpor Jenő.
A HospInvest az elmúlt években több kórház működtetését vette át. Az első a Kiskunhalasi Semmelweis Kórház volt (ezt 2004-ben kapták meg pályázaton, egyetlen jelentkezőként 20 évre), majd a körmendi Dr. Batthyány-Strattmann László Kórház (ezt a társaságból 2006-ban kiváló Kern József cége, a MediSyst Kft. vitte tovább) jött, a hatvani Albert Schweitzer Kórház, üzemeltetését térítésmentesen kapták meg az MSZP-s vezetésű helyi önkormányzattól, ezután pedig a gyöngyösi Bugát Pál Kórház és a Parádfürdői Állami Kórház következett.
2007 októberében 4 millió euróért 25%-os tulajdonrészt szerzett a zrt.-ben az Európai Újjáépítési és Fejlesztési Bank (EBRD).
Az MSZP-s többségű Heves megyei közgyűlés 2008. február 29-én úgy döntött, hogy a Hospinvestnek adja át az általa fenntartott és veszteségesen működő egri Markhot Ferenc Oktatókórház és Rendelőintézet működtetését. A döntéssel szemben jelentős társadalmi ellenállás bontakozott ki. Végül a cég 2008. november 1-jétől mégis átvette az intézményt. A Nógrád megyei bíróság 2009 márciusában első fokon érvénytelenítette a megyei kórház üzemeltetésére létrejött szerződést.
2008 októberében a Teva Magyarország Zrt. felszámolási eljárást kezdeményezett a HospInvest ellen felhalmozódott tartozásai miatt.
2009 márciusában az EBRD jelentős veszteséggel adta el részesedését a többi tulajdonosnak, és kiszállt a cégből, mert szerinte a 2008-as magyarországi népszavazás „súlyos következményekkel járt” a Hospinvest üzleti terjeszkedési képességére.
2009 áprilisában a Fővárosi Bíróságon csődvédelmet kért a cég, miután a CIB Bank leemelte számlájáról az Országos Egészségbiztosítási Pénztártól (OEP) betegellátásra kapott teljes összeget, és azt az általa lejárttá tett hitel törlesztésére fordította. Az egri kórházvédők adatai szerint 17,2 milliárd forint a HospInvest adóssága, ebből 1,2 milliárd már lejárt tartozás. Május végén a hatvani önkormányzat arról döntött, hogy szeptember 1-jétől a hatvani és a parádfürdői kórház üzemeltetését visszaveszi a társaságtól, mivel az beismerte, hogy nem tudja teljesíteni vállalt fejlesztési kötelezettségeit. Júliusban megindult a felszámolás ellene.
2010 januárjában a bérek és járulékok, a kártérítések, az adóhatóságnál jelentkező kötelezettségek és a beszállító kisvállalkozók elmaradt kifizetése miatt 3,3 milliárd forinttal tartozott. Ezen kívül a vállalkozást korábban finanszírozó banknál is volt adóssága. A felszámoló szerint az OEP-es finanszírozás idő előtti megszűnte miatt nem lehet rendezni a tartozásokat, a befektetett eszközöket pedig nem tudta értékesíteni, mert azokat a kórházak használják.

## Működtetett intézmények
A HospInvest Zrt. legnagyobb kiterjedése idején öt kórházat, négy rendelőintézetet és 22 gyógyszertárat (ennek fele intézeti gyógyszertár) működtetett.

### Kórházak
- Eger, Markhot Ferenc Oktatókórház és Rendelőintézet[3]
- Gyöngyös, Bugát Pál Kórház
- Hatvan, Albert Schweitzer Kórház
- Kiskunhalas, Kiskunhalasi Semmelweis Kórház
- Parád-Parádfürdő, Parádfürdői Állami Kórház[1]

### Rendelőintézetek
- Jánoshalma
- Kecel
- Kiskőrös
- Százhalombatta[1]

### Külső hivatkozások
- Hivatalos honlap (magyar)